# Cindy Klassen
Cindy Klassen (Winnipeg, 12 agosto 1979) è un'ex pattinatrice di velocità su ghiaccio canadese.
Può vantare ben sei medaglie olimpiche nel pattinaggio di velocità. Insieme a Clara Hughes è l'atleta canadese più decorata ai giochi olimpici.

## Carriera
Alle Olimpiadi invernali di Torino 2006 ha vinto cinque medaglie: una medaglia d'oro nella gara di 1500 metri femminile, una medaglia d'argento nell'inseguimento a squadre, una medaglia d'argento nella gara di 1000 metri femminile, una medaglia di bronzo nella gara di 3000 metri e un'altra medaglia di bronzo in quella di 5000 metri.
Alle Olimpiadi invernali di Salt Lake City 2002 ha ottenuto una medaglia di bronzo nella gara di 3000 metri.
Ha partecipato anche alle Olimpiadi invernali di Vancouver 2010.
Ai campionati mondiali completi di pattinaggio di velocità ha conquistato due medaglie d'oro (2003 e 2006), due medaglie d'argento (2002 e 2005) e una medaglia di bronzo (2007).
Per quanto riguarda le sue partecipazioni ai campionati mondiali - sprint ha ottenuto una medaglia d'argento nel 2003 e una medaglia di bronzo nel 2007.
Nelle sue partecipazioni ai campionati mondiali in distanza singola inoltre ha riscosso ben undici medaglie in diverse specialità: tre d'oro (due nel 2005 e una nel 2011), quattro d'argento (2004, 2005, 2007 e 2012) e quattro di bronzo (2001, 2003, 2004 e 2007).
Nel 2006 le sono stati conferiti il Trofeo Lou Marsh ed il Premio Oscar Mathisen.